# Евнух (Теренций)
«Евнух» (лат. Eunuchus) — комедия-паллиата римского драматурга Теренция, поставленная в 161 году до н. э. Её текст сохранился полностью.

## Содержание
Пьеса основана на двух комедиях греческого драматурга Менандра, «Евнух» и «Льстец» (обе сохранились только в виде коротких фрагментов).

## Восприятие и значение
«Евнух» был впервые поставлен на сцене в 161 году до н. э. на Мегалесийских играх. Он имел огромный успех, Теренций получил 8 тысяч сестерциев в виде гонорара и плату за повторный показ пьесы. Известно, что ещё одно представление состоялось в 146 году до н. э.
Исследователи отмечают, что в «Евнухе», как и в последующих своих пьесах, Теренций полностью заимствовал греческие сюжеты, но отказывался от характерного для первоисточника откровенного эротизма, снижал уровень гротескности, развивал мотивацию персонажей, более тщательно прорисовывал характеры. От латинских пьес предшествующего периода (в первую очередь комедий Плавта) «Евнуха» отличают изящество и утончённость (по этим показателям античные комментаторы единодушно считали Теренция лучшим из римских комедиографов). В эпоху Империи Теренций стал автором для чтения, его тексты изучали в школах как минимум со времён Квинтилиана, их комментировали многие римские филологи.
В IV—V веках был создан рукописный сборник пьес Теренция (включая «Евнуха»). Он много раз переписывался в течение Средневековья, так что комедии оставались известны образованному читателю. В XIV веке комментарий к пьесам написал Петрарка. В 1470 году комедии Теренция были впервые изданы в печатном виде, в последующие века их активно издавали по всей Европе — на латыни и на ряде национальных языков.